# Fred Jones (futbolista nacido en 1938)
Fred Jones (11 de enero de 1938 - 22 de marzo de 2013) fue un jugador de fútbol profesional galés que jugaba ne la demarcación de extremo izquierdo.

## Biografía
Jugó durante la década de 1950 y 1960, ganando además dos partidos para el equipo sub-23 de su país. Tras desarrollarse en el equipo base del Hereford United, decidió unirse al Arsenal en enero de 1958. No llegó a jugar ningún partido con el primer equipo para el club londinense en los nueve meses que permaneció en el club, aunque jugó un partido amistoso contra el Eintracht Frankfurt en febrero de 1958.
En septiembre de 1958 fue traspasado al Brighton & Hove Albion. También jugó en el Swindon Town, en el Grimsby Town, en el Reading y retirándose posteriormente en el Stafford Rangers Football Club.

## Muerte
Fred Jones falleció el 22 de marzo de 2013 a la edad de 75 años.

## Clubes
| Club                      | País       | Año         | Partidos | Goles |
| ------------------------- | ---------- | ----------- | -------- | ----- |
| Hereford United FC        | Inglaterra | 1956 - 1958 |          |       |
| Arsenal FC                | Inglaterra | 1958        | 0        | 0     |
| Brighton & Hove Albion FC | Inglaterra | 1958 - 1960 | 69       | 14    |
| Swindon Town FC           | Inglaterra | 1960 - 1961 | 18       | 1     |
| Grimsby Town FC           | Inglaterra | 1961 - 1963 | 58       | 9     |
| Reading FC                | Inglaterra | 1963 - 1964 | 30       | 5     |
| Hereford United FC        | Inglaterra | 1964 - 1967 |          |       |
| Stafford Rangers FC       | Inglaterra | 1967 - 1973 |          |       |